# 加利福尼亚湾
加利福尼亚湾（Golfo de California），当地居民多称科尔特斯海（Mar de Cortés），是下加利福尼亚半岛与美洲大陆间的一个海湾，是墨西哥的內海，面积约16万平方公里。科罗拉多河是汇入该海湾的主要河流。